# Je ne rêve que de vous
Pour plus de détails, voir Fiche technique et Distribution.
Je ne rêve que de vous est un drame historique français réalisé par Laurent Heynemann, sorti en 2019.
Il est présenté au festival du film francophone d'Angoulême 2019.

## Synopsis
L'histoire du film se déroule avant-guerre puis pendant l’Occupation, entre 1940 et 1945. Elle retrace la relation passionnée que Léon Blum continue d'entretenir malgré les vicissitudes de la guerre avec une riche femme juive, Jeanne Reichenbach, qui refuse d'émigrer avec son mari aux États-Unis. Son amante, dont le fils s'engage dans la lutte contre l'ennemi allemand, suivra Léon Blum dans ses différents lieux de détention en France, où elle apprend à connaître Renée, la belle-fille de Blum et sa personne de confiance. Quand Blum est transféré en Allemagne nazie, Jeanne s'obstine à le suivre jusqu'au camp de concentration de Buchenwald.

## Fiche technique
- Titre : Je ne rêve que de vous
- Réalisation : Laurent Heynemann
- Assistants réalisateurs : 1) Olivier Genet / 2) Pablo Besnard
- Scénario : Laurent Heynemann et Luc Béraud, librement inspiré de Je vous promets de revenir : 1940-1945, le dernier combat de Léon Blum de Dominique Missika[2], Éditions Robert Laffont, Paris, 29 avril 2009, 313 p.,  (ISBN 9782221109458)
- Photographie : Jean-François Robin
- Cadreur : Yves Michaud
- Montage : Marion Monestier
- Musique : Bruno Coulais, interprétée par le Bulgarian Symphony Orchestra
- Décors : Denis Renault
- Costumes : Édith Vesperini, Stéphan Rollot
- Son : Laurent Poirier
- Productrice : Nelly Kafsky
- Sociétés de production : Mazel Productions, avec la participation de Canal + et de Ciné +
- SOFICA : Manon 9, Sofitvciné 6
- Société de distribution : Rezo Films
- Budget : 3,1 millions d'euros[3]
- Pays d'origine :  France
- Langue originale : français
- Format : couleur - 2,35:1
- Genres : drame historique, romance
- Durée : 104 minutes[2]
- Dates de sortie :
  - France : 23 août 2019 (FFA 2019)[2],[4], 15 janvier 2020 (en salles)[5]

## Distribution
- Elsa Zylberstein : Jeanne Reichenbach
- Hippolyte Girardot : Léon Blum
- Émilie Dequenne : Renée Blum, la belle-fille de Léon Blum (femme de Robert Blum)[6]
- Mathilda May : la chanteuse Cora Madou
- Jérôme Deschamps : Georges Mandel
- Philippe Torreton : Pierre Laval
- Grégori Derangère : Henri Reichenbach
- Thomas Chabrol : Henry Torrès
- Stéphane Bissot : Béatrice Bretty
- Nahil Rey : Georges Torrès, fils d'Henry et Jeanne
- Alexandre Carrière : Samuel Spanien
- Fabrice Adde : Joachim Escher
- Maxence D'Almeida : l'avocat

## Production
Le tournage a lieu au cours du mois d'août 2018 dans le Pas-de-Calais, des scènes sont tournées à Arras, Couin et Étrun et le film compte 300 figurants. Le bureau du maire d’Arras — qui était celui de Guy Mollet en 1945 — sert de décor pour figurer à l’écran celui de Pierre Laval tandis que le décor du camp de Buchenwald est reconstitué sur une friche industrielle en bordure de la Scarpe.

## Accueil

### Critiques

#### Presse
- Le site Allociné recense 15 critiques presse, pour une moyenne de 2,5/5[8].

- Le journal Le Parisien qualifie le film d'« exceptionnelle histoire d'amour »[9].

- Pour le quotidien L'Obs, « le film de Laurent Heynemann – retrace, avec force, cette période durant laquelle la France n’était plus la France »[10].

## Distinction

### Récompense
- Festival international du film de fiction historique 2019 : Prix d'honneur de l'interprétation pour Hippolyte Girardot[11]

### Revue de presse
- Propos recueillis par Yves Alion, « A l'occasion de la sortie de Je ne rêve que de vous, entretien avec Laurent Heynemann », L'Avant-scène Cinéma, no 668/669, Alice Edition, Paris, décembre 2019/janvier 2020, p. 242-247,  (ISSN 0045-1150)
- Olivier De Bruyn, « Je ne rêve que de vous », Positif, no 707, Institut Lumière/Actes Sud, Paris, janvier 2020, p. 41,  (ISSN 0048-4911)